# Maurice Prendergast
Maurice Brazil Prendergast, född 10 oktober 1858 i St. John's, Newfoundland och Labrador i dåvarande brittiska Nordamerika, död 1 februari 1924, var en amerikansk målare.
Maurice Prendergast och hans tvillingsyster föddes i handelsposten St. Johns och växte upp i Boston och han blev lärling till en målare där. Han utbildade sig på Académie Colarossi för Gustave Courtois och Jean-Joseph Benjamin-Constant och på Académie Julian i Paris 1891-95. Han återvände sedan till Boston. Senare gjorde han en studieresa till Venedig 1898.
År 1900 hade han uppskattade separatutställningar på Art Institute of Chicago och Macbeth Galleries i New York.
En större samling av verk av Maurice Prendergast och hans bror Charles Prendergast finns på Williams College Museum of Art i Williamstown i Massachusetts i USA.

## Bildgalleri

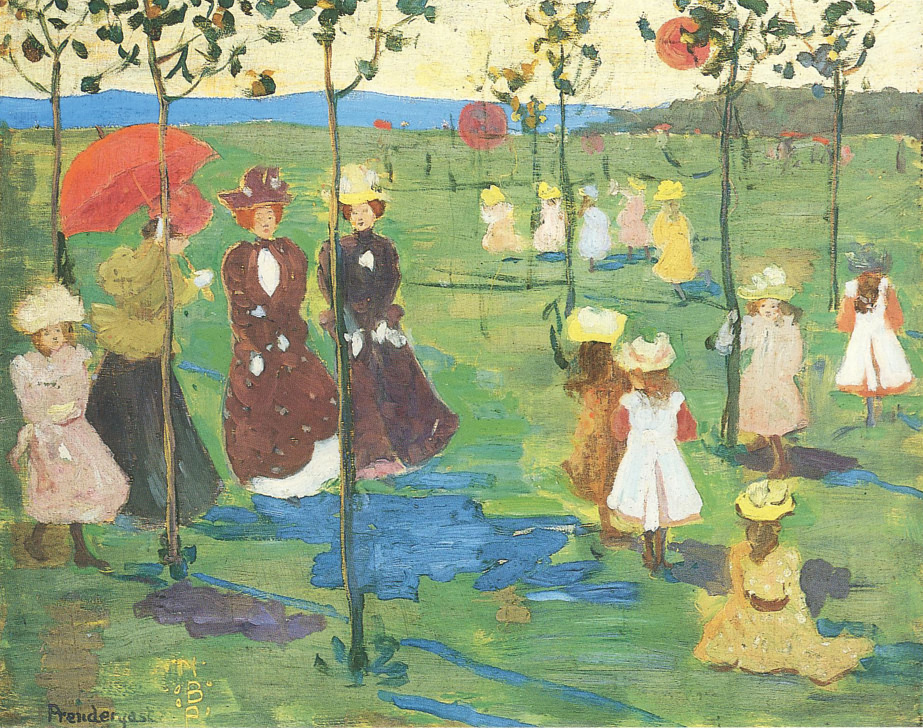
Franklin Park Boston (1895)
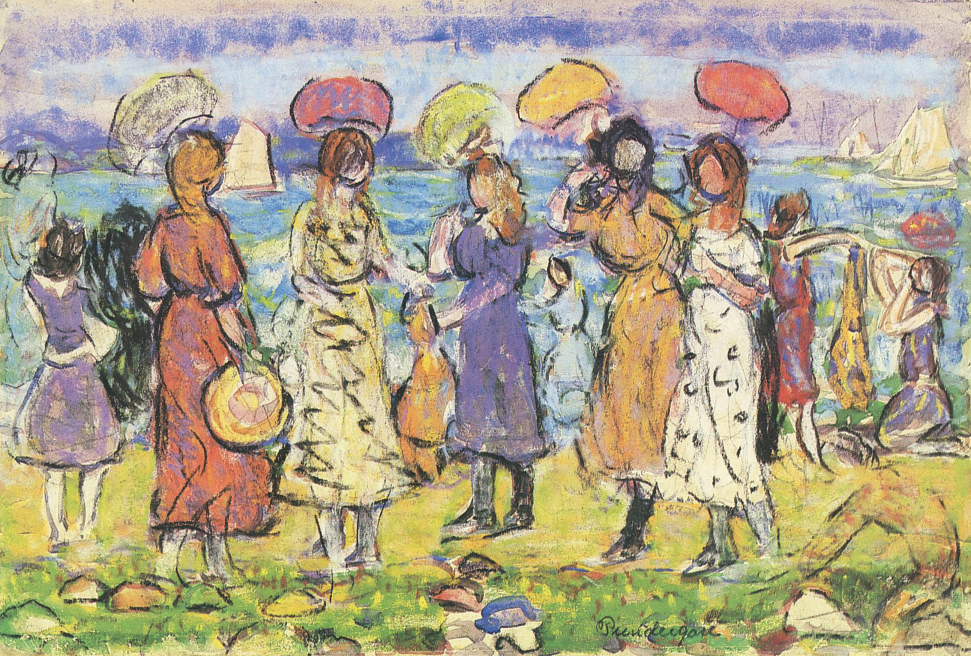
Sunny Day at the Beach
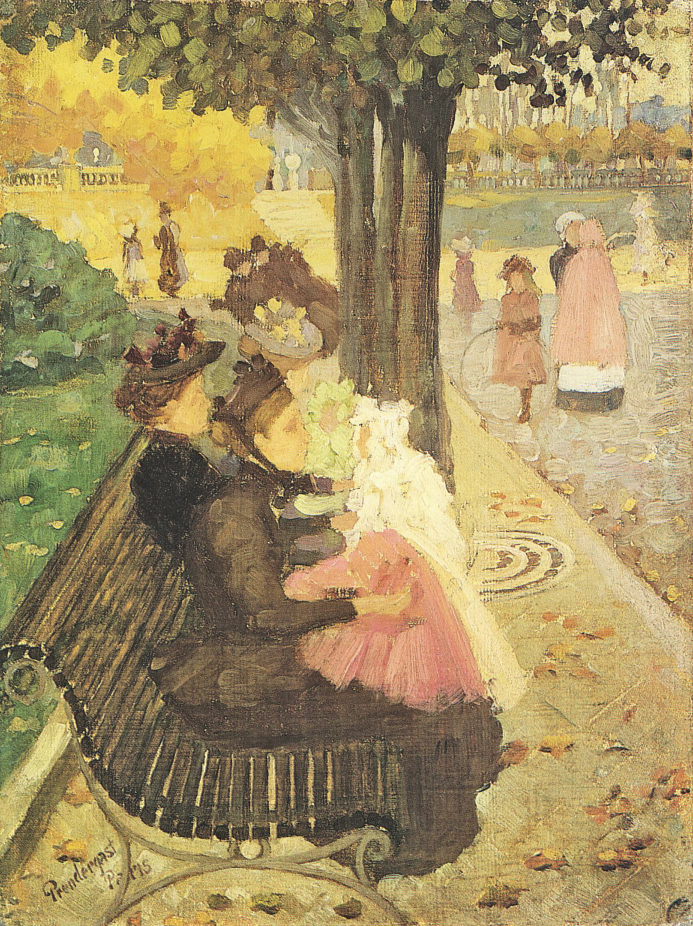
The Tuileries Gardens, Paris (1895)
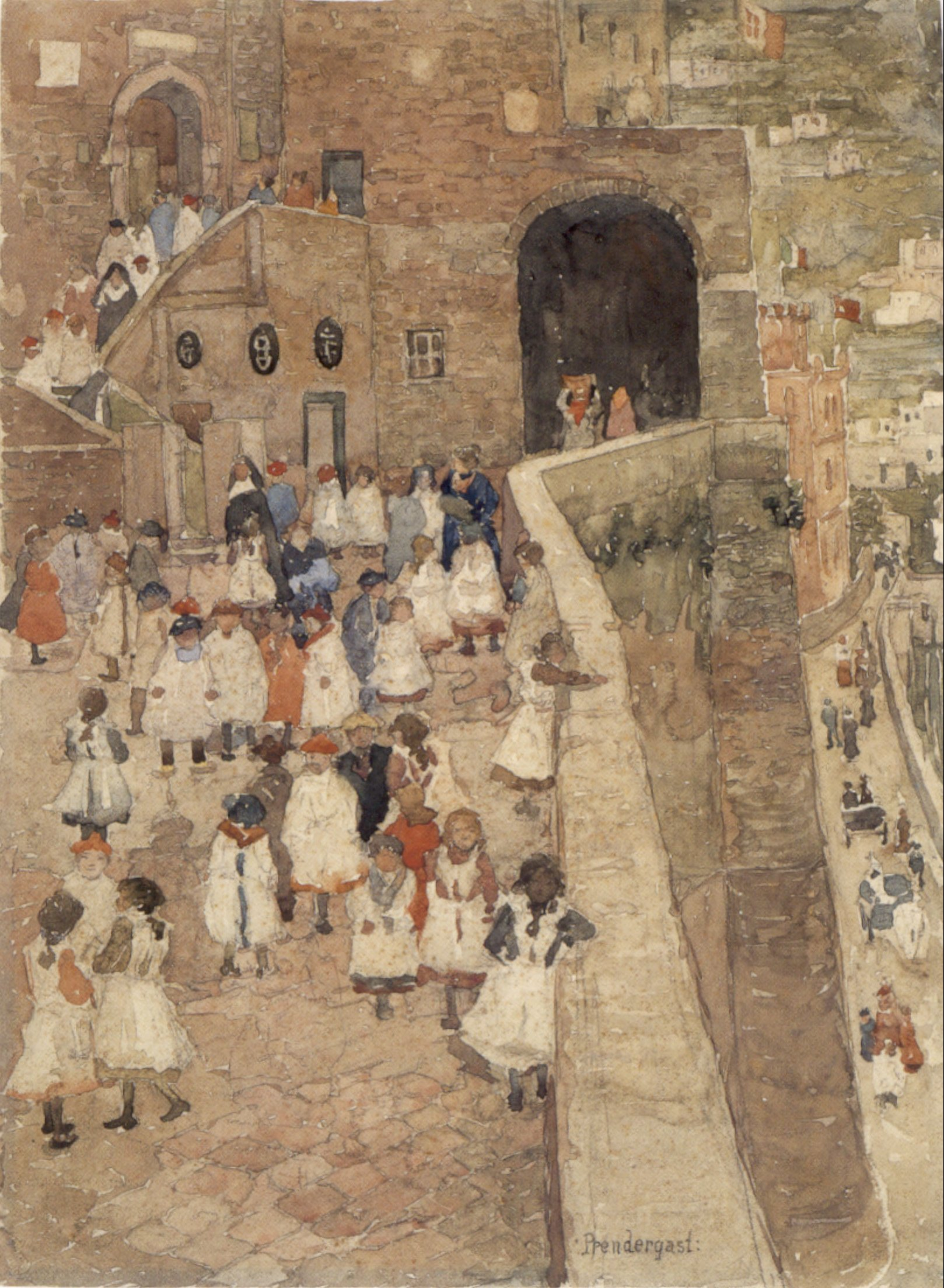
Courtyard Scene, Siena (omkring 1898-99)
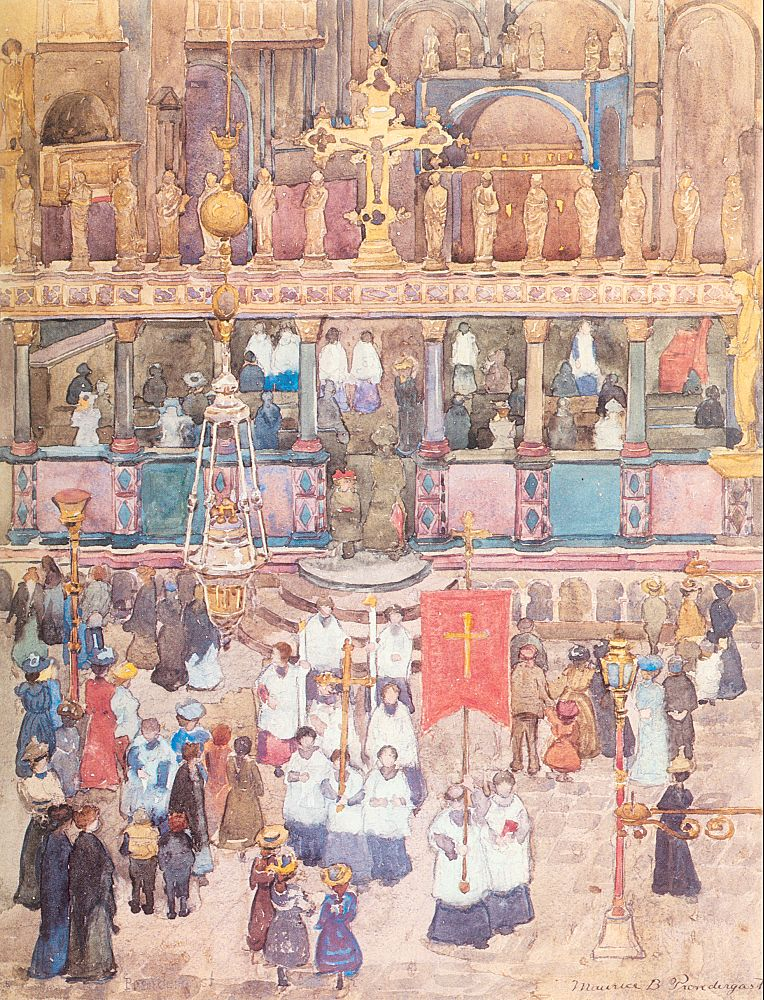
Easter Procession St. Mark's (1898)
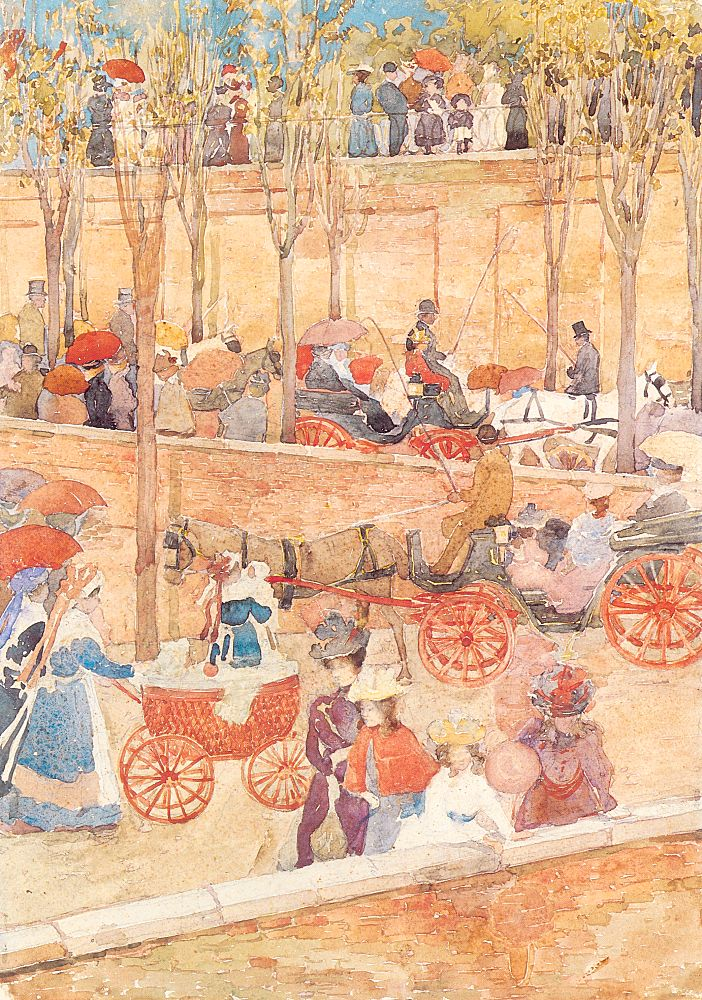
Afternoon. Pincian Hill [in Rome] (1898-99)
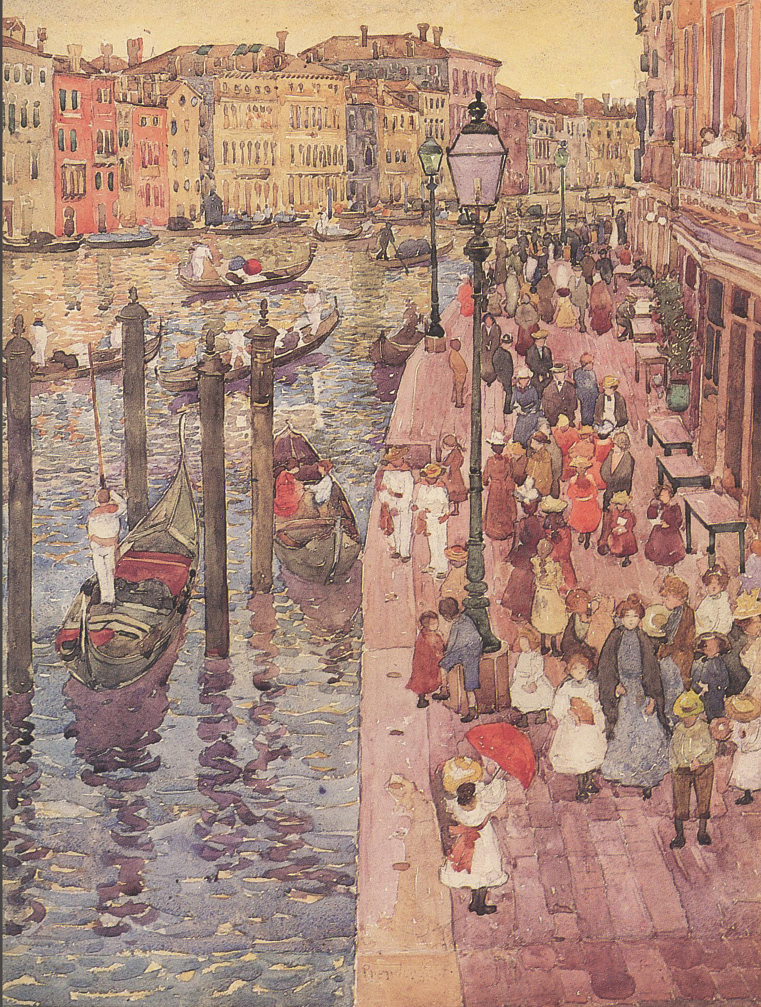
The Grand Canal, Venice (1898-99)